# 33人の東方人の旗

33人の東方人の旗

33人の東方人の旗（さんじゅうさんにんのとうほうじんのはた、Bandera de los Treinta y Tres Orientales）は、33人の東方人がウルグアイのブラジルからの独立を宣言した時に掲げていた旗である。
青と白はアルゼンチンの国旗から、赤は連邦派（en）の象徴色から来ており、黒で「Libertad o Muerte（自由か死か）」と書かれている。この言葉は現在もウルグアイの国の標語になっており、この国旗もウルグアイの3つの国旗の内のひとつになっている。